# 米伦巴贝克
米伦巴贝克是德国石勒苏益格－荷尔斯泰因州的一个市镇。总面积8.66平方公里，总人口322人，其中男性159人，女性163人（2011年12月31日），人口密度37人/平方公里。